# Moda Mare a...
Moda Mare a... è stata una serata di moda e spettacolo realizzata in collaborazione con la Camera Nazionale della Moda, in onda su Canale 5 per undici edizioni dal 1993 al 2003. La manifestazione, in onda nel periodo estivo dalle più esclusive mete turistiche italiane, si affiancava a Donna sotto le stelle, altra serata legata alla moda in onda dalla scalinata di Trinità dei Monti a Roma.

## Edizioni, location e conduttori
| Edizione | Stagione | Titolo e location      | Conduzione        | Conduzione        | Conduzione          |
| -------- | -------- | ---------------------- | ----------------- | ----------------- | ------------------- |
| 1        | 1993     | Moda Mare a Portofino  | Gerry Scotti      | Clarissa Burt     | Clarissa Burt       |
| 2        | 1994     | Moda Mare a Portofino  | Gerry Scotti      | -                 | -                   |
| 3        | 1995     | Moda Mare a Portofino  | Gerry Scotti      | Martina Colombari | Michelle Hunziker   |
| 4        | 1996     | Moda Mare a Positano   | Alberto Castagna  | Anna Falchi       | Anna Falchi         |
| 5        | 1997     | Moda Mare a Positano   | Alberto Castagna  | Natalia Estrada   | Natalia Estrada     |
| 6        | 1998     | Moda Mare a Positano   | Gerry Scotti      | Natalia Estrada   | Natalia Estrada     |
| 7        | 1999     | Moda Mare a Positano   | Gerry Scotti      | Mara Venier       | Mara Venier         |
| 8        | 2000     | Moda Mare a Capri      | Simona Ventura    | Marco Liorni      | Alessandro Preziosi |
| 9        | 2001     | Moda Mare a Taormina   | Lorella Cuccarini | Marco Liorni      | -                   |
| 10       | 2002     | Moda Mare a Portocervo | Paolo Bonolis     | Fernanda Lessa    | Fernanda Lessa      |
| 11       | 2003     | Moda Mare a Portocervo | Enrico Papi       | Silvia Toffanin   | Silvia Toffanin     |

## 1993-1995 - Moda Mare a Portofino
La prima edizione di Moda Mare a... va in onda da Portofino la sera dell'8 giugno 1993 su Canale 5. Nel corso della serata vengono presentate 12 grandi firme della moda mare. In passerella sfilano 30 modelle che indossano gli abiti e i costumi da bagno a firma di Fendi, Fendissime, Imec, Gaetano Navarra, Ritz Saddler, Rocco Barocco, Enrico Coveri, Renato Balestra, Gentry Portofino, Trussardi, Missoni e Byblos. La conduzione è affidata a Gerry Scotti con la partecipazione di Clarissa Burt. Tra gli ospiti della serata Valeria Marini, Marta Marzotto, Dalila Di Lazzaro e Corinne Cléry. Ospiti musicali Grace Jones e Anna Oxa. La serata ottiene un ascolto di 4.874.000 telespettatori, pari ad uno share del 23,79%.
La seconda edizione di Moda Mare a... va in onda sabato 4 giugno 1994 su Canale 5, ancora una volta da Portofino con la confermata conduzione di Gerry Scotti. L'appuntamento, al quale partecipano come ospiti Le ragazze di Non è la Rai, Miguel Bosé e Amii Stewart, vede sfilare in passerella le creazioni firmate da Amamy, Byblos, Coveri, Fendissime, Fendi Mare, Gentry Portofino, Livio De Simone, Missoni Mare, Parah, Spazio e Trussardi. La serata viene trasmessa in diretta anche da Telecinco, che con i propri conduttori cura la versione spagnola del programma.
La terza edizione di Moda Mare a... va in onda ancora una volta da Portofino con la conduzione di Gerry Scotti. La serata, che vede tra le testimonial Martina Colombari e Michelle Hunziker, è abbinata alla Lotteria Nazionale Giro d'Italia. Nel corso dell'appuntamento ci si collega con Gabriella Golia, inviata al ministero delle Finanze per assistere alle estrazioni, e con Raimondo Vianello, presente nello studio di Pressing insieme ad alcuni ciclisti che hanno preso parte al 78º Giro d'Italia. Ospiti della serata saranno Ivana Spagna, Idris, Everardo Dalla Noce e le ragazze di Non è la Rai.

## 1996-1999 - Moda Mare a Positano
La quarta edizione della manifestazione lascia Portofino e si trasferisce a Positano. L'appuntamento va in onda per la prima volta in due serate il 5 e 6 giugno 1996 su Canale 5, con la conduzione di Alberto Castagna e la partecipazione di Anna Falchi. L'edizione è abbinata al concorso Bellissima d'Europa e vede le 30 aspiranti al titolo sfilare con abiti e costumi da bagno a marchio: Les Capains, Chiarugi, Sabbia, il Marchese Coccapani, Cole of California, Phard, Domani, Tamigi, Mariella Burani e Parah. Il gemellaggio tra moda e bellezza realizzato in collaborazione con la fashion, la più grande agenzia di modelle europea, vede tra gli ospiti Renato Carosone accompagnato dalla sua orchestra.
La quinta edizione, organizzata come sempre da Canale 5 e dalla Camera Nazionale della moda italiana, va in onda in diretta mercoledì 18 e giovedì 19 giugno alle ore 20.50. Le due serate sono presentate da Alberto Castagna con la partecipazione di Natalia Estrada. In passerella sfilano 30 modelle che presentano la moda estiva di 18 stilisti: Arimo Mariella Burani Mare, Rocco Barocco, Calint-Madis, Calzedonia, Livio De Simone, Erreuno, Fisico, La Perla, Les Copains, Gai Mattiolo, Miami, Miss Coccapani, Parah, Phard, Ritratti, Tamigi e You Young (Coveri). Viene inoltre realizzata una sfilata di stilisti positanesi. Ospite musicale Peppino Di Capri e il suo gruppo. La scenografia della serata è a firma di Gaetano Castelli mentre i costumi sono di Luca Sabatelli. Le coreografie sono di Brian & Garrison. Il programma è a cura di Gigi Reggi, i testi di Adriano Bonfanti, la regia di Stefano Vicario.
La sesta edizione, ancora una volta in onda da Positano, viene trasmessa da Canale 5 il 6 e 7 giugno 1998. Alla conduzione, dopo due anni di pausa, torna Gerry Scotti, affiancato dalla riconfermata Natalia Estrada. Le serate sono abbinate al concorso di bellezza Bellissima d'Europa. Le ragazza in gara sfilano per le più note case di moda marina e sono giudicate da una giuria che vede tra gli altri la top model Adriana Sklenaříková e il comico Dario Ballantini nei panni di Valentino. Ospiti musicali delle serate sono Alexia, i Neri per caso e i Flabby che con Carla Boni sono protagonisti di un'inedita versione di Mambo italiano. Il titolo di Bellissima d'Europa viene vinto da Gessica Gusi, divenuta in seguito modella e testimonial di numerosi marchi.
La settima edizione va in onda da Positano nel mese di giugno 1999 con la conduzione di Gerry Scotti e Mara Venier. Le due serate, trasmesse da Canale 5 sono abbinate al concorso di bellezza Bellissima del Mondo. 29 ragazze provenienti da tutto il mondo sfidano in passerella con gli abiti e i costumi da bagno a firma di Parah, Marella Ferrera, Argento Vivo, Fisico, Calzedonia, Baci Rubati, Beppe Spadacini, Rocco Barocco, Moda Positano e Roberto Cavalli. Tra gli ospiti di questa edizione figurano Valeria Marini, Afef, Anggun, Ellen Hidding e il cantante Enrique Iglesias.

## 2000 - Moda Mare a Capri
L'ottava edizione di Moda Mare a... va in onda in diretta della piazzetta di Capri il 16 giugno 2000 su Canale 5 con la conduzione di Simona Ventura e la partecipazione di Marco Liorni e Alessandro Preziosi. La serata ospita le firme della moda italiana: Krizia, Missoni, Roberto Cavalli, La Perla, Rocco Barocco, Marella Ferrera, Mariella Burani, Fisico di Cristina Ferrari, Alviero Martini-Prima Classe e lo stilista caprese Livio De Simone.
Per gli stilisti sfilano come testimonial diversi personaggi come Youma, Nina Morić, Milton, Afef, Flavia Vento, Vanessa Kelly, Vanessa Incontrada. Gli abiti delle sfilate sono indossati da 30 modelle, selezionate in rappresentanza di altrettanti paesi del mondo, in gara per il titolo di Bellissima del mondo. L'Italia è rappresentata da Francesca Lodo, eletta Bellissima d'Italia qualche settimana prima in uno show di prima serata di Canale 5.

## 2001 - Moda Mare a Taormina
La nona edizione di Moda Mare a... si trasferisce al Teatro Antico di taormina. La serata, in onda il 6 giugno 2001, è condotta da Lorella Cuccarini e Marco Liorni. Ospiti della serata Gigi D'Alessio, Anna Oxa, Ivana Spagna e Luca Barbarossa.

## 2002-2003 - Moda Mare a Portocervo
La decima edizione di Moda Mare a... va in onda da Porto Cervo il 5 giugno 2002 in prima serata su Canale 5 con la conduzione di Paolo Bonolis e la partecipazione della modella Fernanda Lessa. Durante la serata vengono presentate tutte le novità della moda dell'estate 2002. In passerella ventiquattro modelle di fama internazionale alle quali si affiancano otto modelle italiane. Tra gli ospiti i ragazzi di Saranno Famosi.
L'undicesima ed ultima edizione di Moda Mare a... va in onda ancora dalla località sarda con la conduzione di Enrico Papi e Silvia Toffanin.